# 煌めく瞬間に捕われて/眩しいくらいに…
煌めく瞬間に捕われて／眩しいくらいに…（きらめくときにとらわれて／まぶしいくらいに…）は、MANISHの10枚目のシングルで、ダブルA面シングル。

## 内容
「煌めく瞬間に捕われて」は、テレビ朝日系アニメ『SLAM DUNK』第3期エンディングテーマ。テレビアニメバージョンは、オリジナルバージョンと大きく異なり、映画バージョンは一部省略されている。原樹理、髙濱卓也、吉川光夫など多くのプロ野球選手が登場曲に使用している。引退したプロ野球選手では井野卓、杉内俊哉らが使用していた。
「眩しいくらいに…」は、三貴グループ「ファニィ」のCMソング。シングルバージョンは明石昌夫による編曲だが、アルバムバージョンは古井弘人（元GARNET CROW）による編曲。
オリコンチャートで初登場6位。それまで自身最大の売り上げだった「もう誰の目も気にしない」を倍近く上回る40万枚以上の売り上げを記録した。

## 収録曲
1. 煌めく瞬間に捕われて
作詞：高橋美鈴・川島だりあ 作曲：川島だりあ 編曲：明石昌夫
2. 眩しいくらいに…
作詞：高橋美鈴 作曲：西本麻里 編曲：明石昌夫
3. 煌めく瞬間に捕われて（オリジナル・カラオケ）
4. 眩しいくらいに…（オリジナル・カラオケ）

## 参加ミュージシャン
- 高橋美鈴 - ボーカル
- 西本麻里 - キーボード
- 川島だりあ（FEEL SO BAD） - コーラス
- 鈴木英俊 - ギター